# Alternaria dauci
Alternaria dauci är en svampart som först beskrevs av J.G. Kühn, och fick sitt nu gällande namn av J.W. Groves & Skolko 1944. Alternaria dauci ingår i släktet Alternaria och familjen Pleosporaceae.   Inga underarter finns listade i Catalogue of Life.